# Virginia Wade
Sarah Virginia Wade, OBE, angleška tenisačica, * 10. julij 1945, Bournemouth, Dorset, Anglija.
Virginia Wade je nekdanja številka dve na ženski teniški lestvici in zmagovalka treh posamičnih turnirjev za Grand Slam. Osvojila je Odprto prvenstvo ZDA leta 1968, ko je v finalu premagala Billie Jean King, Odprto prvenstvo Avstralije leta 1972, ko je v finalu premagala Evonne Goolagong, in kot zadnja britanska tenisačica Odprto prvenstvo Anglije leta 1977, ko je v finalu premagala Betty Stöve. Na turnirjih za Odprto prvenstvo Francije se je najdlje uvrstila v četrtfinale, kar ji je uspelo v letih 1970 in 1972. Od leta 1981 sodeluje pri prenosih teniških turnirjev na BBC. Leta 1986 je prejela odlikovanje Officer of the Order of the British Empire (OBE), leta 1989 pa je bila sprejeta v Mednarodni teniški hram slavnih.

## Posamični finali Grand Slamov (3)

### Zmage (3)
| Leto | Turnir                      | Nasprotnica v finalu | Rezultat finala |
| 1968 | Odprto prvenstvo ZDA        | Billie Jean King     | 6–4, 6–1        |
| 1972 | Odprto prvenstvo Avstralije | Evonne Goolagong     | 6–4, 6–4        |
| 1977 | Odprto prvenstvo Anglije    | Betty Stöve          | 4–6, 6–3, 6–1   |